# Movimiento al Socialismo (México)
El Movimiento al Socialismo (MAS) es un partido político mexicano de izquierda que adoptó ese nombre en su XIII Congreso Nacional Ordinario, realizado en 2016; anteriormente era denominado Partido Obrero Socialista. El MAS es la organización que da continuidad a la construcción de la corriente trotskista internacional fundada por el dirigente argentino Nahuel Moreno, que en México tuvo su origen en 1980.
A pesar de que cambiaron de nombre, siguen llamando a su periódico El Socialista,. Su órgano de difusión electrónico es El Grito del Pueblo.
Entre sus reivindicaciones se encuentra la educación pública, laica y gratuita.
El MAS desarrolla labores de difusión y de apoyo de las causas de los oprimidos.

## Historia
En los años ochenta se fusionó con una organización de colonos de más de un centenar de barrios en algunos municipios del estado de México y fundó el Partido de los Trabajadores Zapatistas. Aunque luego las diferencias políticas con sus dirigentes llevaron al fracaso de ese proyecto y al regreso a la construcción del POS.
En 1985 impulsó la organización de miles de damnificados resultado del terremoto en la Ciudad de México y contribuyó en la conformación de la Unión de Vecinos y Damnificados 19 de septiembre, la UVyD.
El MAS es internacionalista formando parte activa en la construcción de la Unidad Internacional de los Trabajadores-Cuarta Internacional, apoya al pueblo palestino y ha luchado contra las guerras de Estados Unidos y sus aliados imperialistas.
Su objetivo es una transformación social profunda: terminar con la explotación del hombre por el hombre; terminar con las injusticias que sufren las mayorías, logrando que sean los propios trabajadores quienes gobiernen.

### En la lucha obrera
El MAS ha venido participando en las luchas obreras, como la que emprendió el sindicato de la compañía de neumáticos Euzkadi, en diciembre de 2001, contra el cierre de su fuente de trabajo por la transnacional alemana Continental. Después de más de tres años de huelga estos trabajadores consiguieron que los capitalistas les entregaran la mitad de su fábrica como pago de los salarios caídos y prestaciones. Algunos de los dirigentes de Euzkadi son miembros del MAS.
En 2007 los 460 trabajadores de la empresa textil Industrias Ocotlán, en Jalisco, que se encuentra a 80 kilómetros de la ex fábrica de Euzkadi, acudieron a ella para buscar solidaridad y orientación. El patrón, Isaac Saba, uno de los hombres más ricos de México, había cerrado la fuente de trabajo. Los militantes socialistas de Jalisco, desde luego, acudieron de inmediato al llamado de estos trabajadores y su presencia en sus asambleas fue un factor importante para democratizar la sección número 8 de este sindicato textil, controlado por un sindicato de protección patronal de la Confederación de Trabajadores de México. Pronto los trabajadores de Ocotlán destituyeron al líder seccional cetemista y nombraron como dirigentes a dos trabajadores. A partir de entonces las condiciones en la sección sindical cambiaron radicalmente, pues la nueva dirección profundizó el acercamiento con el MAS, particularmente con la cooperativa en la ex Euzkadi. De ahí que en noviembre pasado decidieran en asamblea una movilización desde Ocotlán a la Ciudad de México, que está a unos 500 kilómetros. Mientras que los obreros exigen la reapertura de la fuente de empleo, el patrón les ofreció indemnizarlos con apenas la quinta parte de lo que les correspondería de acuerdo con la Ley Federal del Trabajo.
Las movilizaciones de estos obreros prosiguieron en la Ciudad de México del 14 al 18 de enero y del 27 de ese mes al 1° de febrero. Bloquearon los accesos de uno de sus laboratorios, uno de los principales abastecedores de medicamentos, lo que ocasionó al grupo Saba fuertes pérdidas. La policía y sus guardias privados no pudieron impedir que los obreros impusieran el cierre del establecimiento. También realizaron un mitin frente al domicilio particular de Isaac Saba en Las Lomas ante medios de comunicación y vecinos atónitos de ese lujoso barrio.
Hace poco más de un año el MAS viene apoyando a un nuevo sindicato, el de la Industria Vidriera del Potosí, en el estado del mismo nombre. A partir de que emprendieron la lucha por la democratización de su sindicato lograron independizarse de la CTM. Lograda la democratización de la vida sindical obtuvieron en 2007 un aumento del 19 por ciento a su salario, el más alto en todo el país.
Por otro lado, los sindicatos de la industria llantera enfrentan también a la patronal y el Gobierno, que quieren liquidar su contrato ley, es decir, el contrato laboral que rige para toda esa rama productiva. El ataque al Contrato Ley tiene al menos catorce años, desde que el TLC entró en vigor y, entre otras cosas, abrió paso a la importación, libre de impuestos, de llantas extranjeras. Desde entonces la patronal hulera inició una ofensiva para reducir el costo de la mano de obra del ramo, al cerrar las plantas de Goodyear y Michelin (reabriendo esta última con nuevo personal, menores salarios, y fuera del Contrato Ley). Pretende reducir el salario de los trabajadores en un 50 por ciento y liquidar cláusulas del contrato.
El MAS ha propuesto una coordinación de los gremios que están siendo agredidos, con el compromiso de apoyarse mutuamente. El Frente se ha instituido y convoca a actos de protesta en los que han participado obreros de los distintos sindicatos mencionados.

### En la lucha magisterial
El MAS también ha contribuido en estos años a la construcción de la Coordinadora Nacional de Trabajadores de la Educación, ha respaldado cada una de sus jornadas de lucha y ha repudiado y enfrentado los intentos represivos en su contra por parte del gobierno federal y los gobiernos estatales.

### En la lucha estudiantil
Impulsores del Bloque Estudiantil de Izquierda, y a su vez de la Huelga de la UNAM de 1999-2000, tuvieron un papel de codirección de ésta dentro del Consejo General de Huelga durante los primeros tres o cuatro meses, siendo algunas facultades, como la de Psicología y Filosofía y Letras, claros bastiones del MAS. 
Después de poco más de tres meses, la huelga se empezó a debilitar y a desgastar terriblemente, permitiendo esto el advenimiento de corrientes ultraizquierdistas y sectarias, que alargaron la huelga más de medio año más, llevando a los estudiantes a una de las peores derrotas políticas en décadas, con más de mil cien estudiantes en la cárcel, varios expulsados y unos pocos desaparecidos.
El movimiento estudiantil en la UNAM quedó tan debilitado desde entonces, que no ha sido sino hasta mediados del año 2009, que ha empezado a gestarse una incipiente organización por parte de los alumnos del Colegio de Ciencias y Humanidades, bachillerato de la Universidad.
El MAS también tiene participación en estos órganos.